# Криниця І. Франка
Крини́ця І. Франка́ — гідрологічна пам'ятка природи місцевого значення в Україні. Розташована в межах Сколівського району Львівської області, в селі Тухля. 
Площа 0,05 га. Статус присвоєно 1984 року. Перебуває у віданні: Тухлянська 8-річна школа. 
Статус присвоєно для збереження меморіальної криниці, з якої, за переказами, пив воду Іван Франко. 